# Capra (zoologia)
Capra Linnaeus, 1758 è un genere di caprini della famiglia dei bovidi.
Gli animali di questo genere sono estremamente intelligenti e anche se la caccia spietata a cui sono state sottoposte molte specie le ha rese naturalmente diffidenti, proprio quest'indole confidente ha fatto sì che, assieme alle pecore, questi animali siano stati fra i primi a venire addomesticati dall'uomo.

## Tassonomia
Il genere comprende le seguenti specie viventi:
- Capra aegagrus (egagro)
- Capra caucasica (capra del Caucaso centrale)
- Capra cylindricornis (capra del Caucaso orientale)
- Capra falconeri (markhor)
- Capra hircus (capra domestica, a volte considerata sottospecie dell'egagro)
- Capra ibex (stambecco delle Alpi)
- Capra nubiana (stambecco nubiano, a volte considerato sottospecie dello stambecco delle Alpi)
- Capra pyrenaica (stambecco spagnolo)
- Capra sibirica (stambecco siberiano, a volte considerato sottospecie dello stambecco delle Alpi)
- Capra walie (stambecco del Simien)

## Distribuzione e habitat
Quasi tutte le specie ascritte al genere sono allopatriche; gli unici casi di sovrapposizione degli areali sono quelli dell'egagro e della capra del Caucaso orientale e quello del markor e dello stambecco siberiano; tuttavia, tale sovrapposizione prescinde dalla comparsa di ibridi o forme intermedie, che sono però possibili, come dimostrato dagli accoppiamenti in cattività, che hanno dato vita a ibridi fertili.